# Заставненська сільська рада (Золочівський район)
| Заставненська сільська рада — колишній орган місцевого самоврядування у Золочівському районі Львівської області з адміністративним центром у с. Заставне. Історична дата утворення: в 1939 році. Водоймища на території, підпорядкованій даній раді: Тимковецький потік. Сільській раді були підпорядковані населені пункти: - с. Заставне - с. Вижняни - с. Розворяни |

## Склад ради
Рада складалася з 16 депутатів та голови.

### Керівний склад ради
| ПІБ                   | Основні відомості                                                 | Дата обрання | Дата звільнення |
| --------------------- | ----------------------------------------------------------------- | ------------ | --------------- |
| Руда Надія Степанівна | Сільський голова, 1969 року народження, освіта, позапартійна      | 26.03.2006   | 31.10.2010      |
| Руда Надія Степанівна | Сільський голова, 1969 року народження, освіта вища, позапартійна | 31.10.2010   |                 |

Примітка: таблиця складена за даними джерела